# Catocala dilecta
Catocala dilecta ist ein Schmetterling (Nachtfalter) aus der Familie der Eulenfalter (Noctuidae).

## Merkmale

### Falter
Die Flügelspannweite der Falter beträgt 78 bis 84 Millimeter. Damit zählen sie zu den größeren Arten innerhalb der Gattung der Ordensbänder (Catocala). Die Vorderflügel sind meist dunkelbraun gefärbt. Die schwarze äußere Querlinie ist durch eine deutliche nach innen gerichtete Spitze nahe dem Innenrand sowie eine markante nach außen gerichtete Doppelspitze im oberen Teil gekennzeichnet. Makel heben sich kaum vom Untergrund ab. Die Hinterflügel sind kräftig rot und haben eine breite schwarze Saumbinde sowie eine stark gewellte schwarze Mittelbinde, die in der Regel den Innenrand erreicht. Auf der Unterseite der Hinterflügel zieht sich meist ein kräftiger schwarzer Strich vom Mittelfleck durch die Diskoidalzelle bis zur Flügelbasis.

### Ei
Das halbkugelige Ei ist dunkelbraun bis rotbraun gefärbt und mit weißgelben Tüpfeln versehen. Es ist nicht gerippt. Die Mittelrosette ist von zwei bis fünf Blattkränzen umgeben.

### Raupe
Erwachsene Raupen treten in einer bräunlichen, grauen oder grüngrauen Farbe auf. Auf dem achten Segment befindet sich eine Querwulst sowie kleine rötliche Warzen auf der gesamten Länge.

### Puppe
Die schlanke, braune Puppe ist mit weißlichem Reif überzogen und zeigt am gerunzelten Kremaster vier längere sowie einige kurze Hakenborsten.

### Ähnliche Arten
Eine große Ähnlichkeit besteht zum etwas kleineren Großen Eichenkarmin (Catocala sponsa), dessen Flügelspannweite 68 bis 74 Millimeter beträgt. Dieser unterscheidet sich auch durch helle Flecken im Bereich der Nierenmakel sowie die gewellte schwarze Mittelbinde auf den Hinterflügeln, die den Innenrand nicht erreicht. Ein weiteres Unterscheidungsmerkmal besteht darin, dass der kräftige schwarze Strich vom Mittelfleck durch die Diskoidalzelle bis zur Flügelbasis auf der Unterseite der Hinterflügel meist fehlt.
Die großen Arten Rotes Ordensband (Catocala nupta) (Flügelspannweite 78 bis 84 Millimeter) und Pappelkarmin (Catocala elocata) (Flügelspannweite 80 bis 86 Millimeter) sind leichter zu unterscheiden, da die Vorderflügel mehr zu graubraunen Farben tendieren und die schwarze Mittelbinde auf den Hinterflügeln weniger stark gewellt ist.

## Geographische Verbreitung und Lebensraum
Die Art ist von Nordwestafrika lückenhaft durch Südeuropa bis nach Kleinasien verbreitet. Das nördlichste Vorkommen betrifft einige Regionen in der Mitte Frankreichs und im Osten Österreichs. Bei älteren Angaben aus Baden-Württemberg dürfte es sich um Fehlbestimmungen oder Verwechselungen handeln. Bevorzugter Lebensraum der Art sind offene Eichenwälder.

## Lebensweise
Hauptflugzeit der Falter sind die Monate Juli bis September. Nachts fliegen sie gerne angelegte Köder sowie gelegentlich künstliche Lichtquellen an. Die Raupen ernähren sich von den Blättern verschiedener Eichenarten (Quercus). Sie entwickeln sich zwischen April und Juni. Überwinterungsstadium ist das Ei.